# 瓦尔韦尔迪 (米兰德拉)
瓦尔韦尔迪是葡萄牙布拉干萨区的一个堂区。总面积17.59平方公里，总人口198人，人口密度11.3人/平方公里。